# Südliches Bergviscacha
Das Südliche Bergviscacha (Lagidium wolffsohni), auch Südliche Hasenmaus genannt, ist eine Nagetierart aus der Familie der Chinchillas (Chinchillidae). Sie kommt im südlichen Patagonien in der argentinischen Provinz Santa Cruz und der chilenischen Región Magallanes in der Umgebung der Nationalparks Perito Moreno und Los Glaciares vor. Einige Sichtungen gibt es auch aus der chilenischen Región de Aysén.

## Merkmale
Das Südliche Bergviscacha erreicht eine Kopf-Rumpf-Länge von ca. 47 Zentimeter, hat einen etwa 30 Zentimeter langen Schwanz und erreicht ein Gewicht von ca. 2 kg. Die Ohren sind 6 bis 7 cm hoch, der Hinterfuß ist 10,7 bis 11,3 Zentimeter lang. Damit ist es etwas größer als das weiter nördlich vorkommende Eigentliche Bergviscacha (Lagidium viscacia). Weitere Unterschiede zum nördlichen Verwandten sind das längere, deutlich orangebraun bzw. lehmfarben gefärbte Fell, der sehr buschige Schwanz und die kleineren Ohren. Die Haare des Südliche Bergviscacha können bis zu 3,5 Zentimeter lang werden. In den Achselhöhle und auf beiden Seiten der Leistengegend befinden sich weiße Flecken. Die Ohren sind dicht mit kurzen Haaren bedeckt, die auf den Außenseiten schwarz sind. Die Außenseiten und die Basis der Ohren sind deutlich heller als die Außenseiten. Auf dem Rücken verläuft ein etwa 15 Zentimeter langer Streifen dunklerer Haare, der sich aber farblich wesentlich weniger von den umgebenden Haaren abhebt als beim Eigentlichen Bergviscacha. Die Oberseite des Schwanzes hat die gleiche Farbe wie der Rumpf, die Unterseite ist schwärzlich. Der Schädel ist größer und kräftiger gebaut als der des Eigentlichen Bergviscachas.

## Lebensraum und Lebensweise
Das Südliche Bergviscacha lebt in den südlichen Anden in felsigen Regionen in Höhen von 800 bis 4500 Metern. Es ernährt sich von Knospen, Wurzeln, Samen und Früchten, frisst aber auch harte und zähe pflanzliche Bestandteile, z. B. von Schwingeln (Festuca). Südliche Bergviscachas trinken sehr wenig. Die Tiere sind gesellig und tagaktiv und suchen zum Schutz oder in der Nacht Höhlen und Felsenspalten auf. Die Zeit nach Sonnenaufgang verbringen sie aufrecht sitzend zunächst mit Sonnen. Oft werden Staubbäder genommen. In Gefahrensituationen geben sie tiefe Pfiffe von sich, um alle Tiere der Kolonie zu alarmieren.

## Gefährdung
Über eine eventuelle Gefährdung des Südliche Bergviscachas kann die IUCN keine Angaben machen, da zu wenige Daten vorliegen. Argentinische Wissenschaftler halten die Art wegen des sehr kleinen Verbreitungsgebietes jedoch für gefährdet. 50 % des Verbreitungsgebietes sind geschützt.